# Thông Hòa
Thông Hòa là một xã cũ thuộc huyện Cầu Kè, tỉnh Trà Vinh, Việt Nam.

## Địa lý
Xã Thông Hoà nằm ở phía tây huyện Cầu Kè, có vị trí địa lý:
- Phía đông giáp xã Châu Điền
- Phía tây giáp tỉnh Vĩnh Long
- Phía nam giáp xã Hòa Ân và xã Tam Ngãi
- Phía bắc giáp xã Thạnh Phú.

Xã Thông Hoà có diện tích 26,76 km², dân số năm 2019 là 11.783 người, mật độ dân số đạt 440 người/km².

## Hành chính
Xã Thông Hòa được chia thành 5 ấp: Kinh Xuôi, Ô Chích, Rạch Nghệ, Trà Mẹt, Trà Ốt.

## Kinh tế
Chợ Trà Ốt là chợ duy nhất của xã.